# Tharonne
Die Tharonne ist ein Fluss in Frankreich, der im Département Loir-et-Cher in der Region Centre-Val de Loire verläuft. Sie entspringt im Gemeindegebiet von Vouzon, entwässert generell in südwestlicher Richtung durch die seenreiche Naturlandschaft Sologne und mündet nach rund 21 Kilometern im Gemeindegebiet von Neung-sur-Beuvron als rechter Nebenfluss in den Beuvron.

## Orte am Fluss
(Reihenfolge in Fließrichtung)
- Chaumont-sur-Tharonne
- Neung-sur-Beuvron